# Entocolax ludwigii
Entocolax ludwigii is een slakkensoort uit de familie van de Eulimidae. De wetenschappelijke naam van de soort is voor het eerst geldig gepubliceerd in 1888 door Voigt.